# Mário Amorim Lopes
Mário Filipe Amorim Faria de Oliveira Lopes (8 de dezembro de 1984, em Portugal) é um docente e político português. Atualmente, faz parte do grupo parlamentar da Iniciativa Liberal na Assembleia da República.
Mário Amorim Lopes é professor auxiliar na Universidade do Porto, onde é também vice-director do Programa Doutoral em Engenharia e Políticas Públicas.
É docente na Porto Business School e investigador no INESC-TEC. Faz investigação na área da gestão, economia e políticas de saúde, tendo já colaborado com diversas entidades, incluindo da área metropolitana do Porto, como o IPO Porto, o Centro Hospitalar de Vila Nova de Gaia/Espinho, OCP Portugal, Glintt, entre outras.
É membro do Conselho Nacional da Iniciativa Liberal, da Associação Portuguesa de Economia da Saúde e da Associação Portuguesa de Investigação Operacional.
Desde 2024 que é deputado na Assembleia da República, eleito pelo círculo eleitoral do Distrito de Aveiro (sendo nas Eleições legislativas de 2024 cabeça-de-lista da Iniciativa Liberal neste círculo eleitoral).